# Jérôme Salle
Jérôme Salle (* 8. června 1971 Paříž) je francouzský filmový režisér, scenárista a producent. Za kriminální thriller Hledejte Anthonyho podle vlastního scénáře byl v roce 2006 nominován na Césara pro nejlepší filmový debut. V roce 2010 vznikl americký remake Cizinec. Stal se také režisérem akčního thrilleru Largo Winch (2008) i sequelu Largo Winch II: Spiknutí v Barmě (2011). V roce 2019 obvinil indického filmaře Sujeetha z plagiátorství pro podobnost jeho thrilleru Saaho s Largem Winchem.
Životní příběh Jacquese-Yvese Cousteaua zpracoval v dramatu Odysea (2016). Na motivy skutečných událostí útěku krajana Yoanna Barbereaua z Ruska natočil v roce 2022 thriller Kompromat.

## Filmografie
| Rok  | Název                            | Účastnil se jako | Účastnil se jako | Poznámka                                    |
| Rok  | Název                            | režisér          | scenárista       | Poznámka                                    |
| ---- | -------------------------------- | ---------------- | ---------------- | ------------------------------------------- |
| 1997 | L'Homme idéal                    |                  | Ano              |                                             |
| 1998 | Bob le magnifique                |                  | Ano              | televizní film                              |
| 2000 | Le Jour de Grâce                 | Ano              | Ano              | krátkometrážní film                         |
| 2000 | Princ z Tichomoří                |                  | Ano              | neuveden v titulcích                        |
| 2005 | Jedna krev                       |                  | Ano              |                                             |
| 2005 | Hledejte Anthonyho               | Ano              | Ano              | nominace – César pro nejlepší filmový debut |
| 2008 | Largo Winch                      | Ano              | Ano              |                                             |
| 2011 | Largo Winch II: Spiknutí v Barmě | Ano              | Ano              |                                             |
| 2013 | Zulu                             | Ano              | Ano              |                                             |
| 2016 | Odysea                           | Ano              | Ano              |                                             |
| 2022 | Kompromat                        | Ano              | Ano              |                                             |